# Jan Józef Ludyga-Laskowski
Jan Józef Ludyga-Laskowski, właśc. Józef Gabriel Ludyga (ur. 15 marca 1894 w Rozbarku, zm. 16 lipca 1956 w Paryżu) – polski działacz niepodległościowy na Śląsku, służył w armii gen. Józefa Hallera, uczestnik powstań śląskich 1920–1921. Współzałożyciel Związku Byłych Powstańców. Piastował między innymi stanowiska wiceprezesa Federacji Polskich Związków Obrońców Ojczyzny i wiceprezesa FIDACu na Polskę, członka Rady Dyrekcji tej organizacji w Paryżu.

## Życiorys

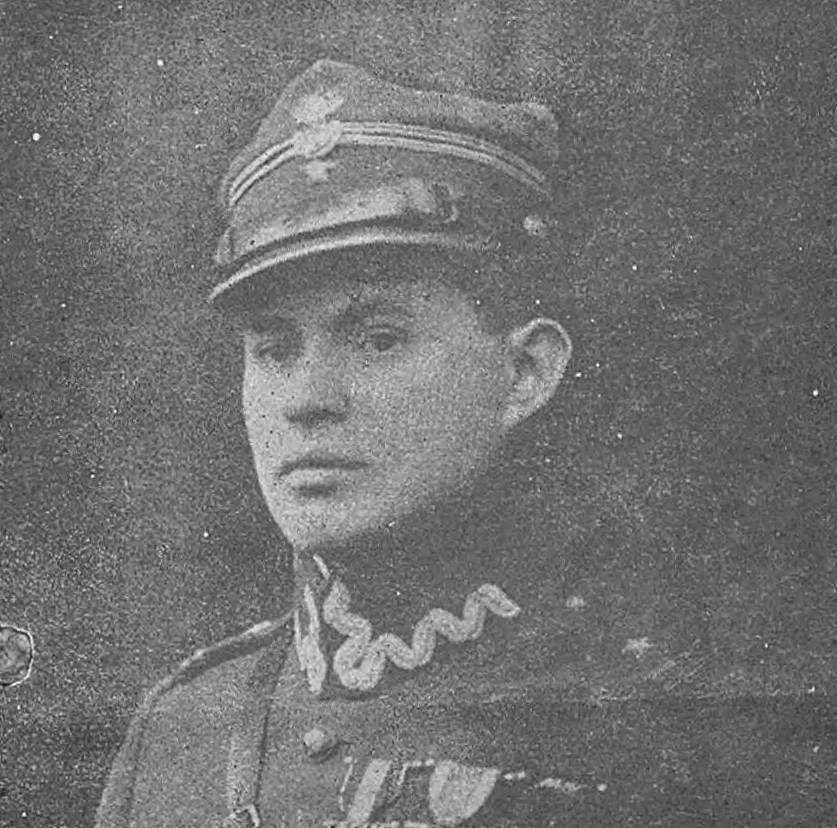
J.J. Ludyga-Laskowski ok. 1923

Jan Ludyga-Laskowski (właśc. Józef Gabriel Ludyga) urodził się w rodzinie górniczej. Ojciec Jana, Marcin Ludyga, w marcu 1920 roku został śmiertelnie pobity przez bojówki niemieckie. Matka (nazwisko rodowe Skrzypek) angażowała się w pracę polskich towarzystw kobiecych. Jego starszy brat Jan zginął 12 maja 1921 r. w czasie III powstania śląskiego. 2 września 1914 roku Ludyga dostał wezwanie do wojska niemieckiego. W kwietniu 1915 roku pod Verdun przeszedł na stronę francuską. Za dezercję został przez niemiecki sąd polowy zaocznie skazany na karę śmierci. Nazwisko Laskowski przybrał dopiero w chwili wstąpienia do Armii Polskiej we Francji pod koniec 1917 roku. Francuzi mianowali go komendantem obozów jeńców wojennych między innymi w Montrambert. W tym obozie otrzymał wiadomość z Paryża od Władysława Mickiewicza o decyzji rządu francuskiego powołania do życia Autonomicznej Armii Polskiej. Zorganizowawszy 380-osobowy oddział spośród jeńców pochodzących m.in. z Górnego Śląska, wstąpił do niej 17 grudnia 1917 r. jako jeden z pierwszych ochotników. Po dwóch miesiącach służby wojskowej został mianowany pierwszym komendantem polskiej szkoły podoficerskiej w Le Naus i otrzymał stopień oficerski.

Ludygę-Laskowskiego znałem jeszcze z Francji. Niezwykle ambitny i ruchliwy, o nieco skośnych tatarskich oczach, pracował przed wojną jako górnik pod Bytomiem. Zmobilizowany do armii niemieckiej, pod Verdun przy pierwszej sposobności przeszedł na stronę francuską. Zetknąłem się z nim w 1917 r. w obozie jeńców-Polaków w Le Puy en Velay. Ludyga wiele się uczył, niezmordowanie pracował nad zdobyciem wiedzy, której warunki w młodszych latach mu poskąpiły. Pod przybranym nazwiskiem „Laskowski” zgłosił się jako jeden z pierwszych do armii polskiej we Francji w końcu 1917 r. Z „Croix de guerre”, francuskim krzyżem za waleczność, na piersi - przyjeżdża w kwietniu 1919 r. z armią Hallera do kraju

W czerwcu 1918 r. ppor. Laskowski był obecny razem z ppor. Sobańskim, księdzem Więckowskim i oficerem francuskim podczas wizyty Komitetu Narodowego z Romanem Dmowskim wśród żołnierzy 1 pułku strzelców polskich będących na froncie w okopach w okolicy Villers-Marmery.18 czerwca wziął udział w mszy polowej na polanie koło Pont d'Issus w pobliżu Villers-Marmery, po której odbyła się uroczystość wręczenia 1 pułkowi strzelców polskich pierwszego sztandaru ufundowanego dla tego pułku przez mieszkańców Paryża. Pełniąc funkcję dowódcy kompanii i walcząc na froncie awansował kolejno z adiutanta 1 pułku przez brygadę, dywizję aż do stanowiska adiutanta I Korpusu. W tym czasie uzyskał stopień porucznika. W kwietniu 1919 roku wraz z I korpusem wrócił do kraju, uczestniczył później w zajmowaniu przez wojsko polskie Pomorza.
28 kwietnia 1920 r. Ludyga-Laskowski został skierowany przez Naczelnego Wodza na Górny Śląsk. Objął tu stanowisko szefa sztabu Polskiej Organizacji Wojskowej. Brał udział w II i III powstaniu śląskim, podczas którego został awansowany do stopnia majora; był m.in. dowódcą V batalionu w Szarleju. Od 10 maja 1921 roku pełnił stanowisko dowódcy 1 Dywizji Wojsk Powstańczych. Następnie od 4 czerwca tegoż roku przez dwa dni był dowódcą Grupy „Wschód”, aby 6 czerwca objąć stanowisko zastępcy Naczelnego Wodza. Po przyłączeniu części Górnego Śląska do Polski pełnił służbę w sztabie gen. Szeptyckiego.
W sierpniu 1922 roku został przydzielony do osoby Marszałka Polski Józefa Piłsudskiego jako adiutant na czas jego pobytu na Śląsku. Z dniem 1 lipca 1924 roku został przeniesiony w stan nieczynny na sześć miesięcy. Mieszkał wówczas w Katowicach przy ul. Powstańców 1.
W latach trzydziestych należał do FIDAC-u. Wziął m.in. udział w XI dorocznej konwencji tej organizacji, która odbyła się w dniach 18–23 września 1930 roku w Waszyngtonie. Delegacje liczące w sumie 105 członków przybyły na konferencję płynąc liniowcem pasażerskim linii Cunarda „Lancastria”, który zawinął do Nowego Jorku w dniu 15 września 1930 r. W latach 30. mieszkał w Katowicach przy ul. Kościuszki 2.
Po wybuchu II wojny światowej Ludyga-Laskowski wziął udział w kampanii wrześniowej, uczestnicząc w obronie Śląska. Następnie wraz z oddziałami wycofał się z kraju i przez Rumunię 18 września 1939 r. przedostał się do Francji, gdzie służył w polskich siłach zbrojnych pod dowództwem francuskim od listopada do czerwca 1940 r. Prawdopodobnie z tego okresu pochodzi jedno z jego odznaczeń wojskowych Croix de Guerre avec palmes et 2 étoiles (1939–1940). Po upadku Francji przedostał się do okręgu Vichy. Brał czynny udział w ruchu oporu za co otrzymał odznaczenie Médaille de la Résistance avec Rosette (ten medal otrzymało w sumie 4441 osób). Po wejściu armii niemieckiej do Marsylii przeniósł się 24 grudnia 1942 roku w okolice Grenoble, dalej biorąc udział w ruchu oporu. 23 marca 1944 r. został aresztowany przez Gestapo. Był więziony i torturowany w Marsylii i Grenoble, a następnie zesłany do Fort Montluc pod Lyonem, gdzie doczekał wyzwolenia przez wojska amerykańskie.
Pod koniec życia sparaliżowany, zmarł w Paryżu 16 lipca 1956 roku i tam został pochowany.

## Ordery i odznaczenia
- Krzyż Srebrny Orderu Virtuti Militari nr 7860[6]
- Krzyż Niepodległości z Mieczami (6 czerwca 1931)[10]
- Krzyż Kawalerski Orderu Odrodzenia Polski (10 listopada 1928)[11]
- Krzyż Walecznych (dwukrotnie)
- Złoty Krzyż Zasługi (11 listopada 1936)[12]
- Krzyż na Śląskiej Wstędze Waleczności i Zasługi I klasy
- Medal Pamiątkowy za Wojnę 1918–1921
- Wielka Gwiazda Śląska
- Kawaler Orderu Legii Honorowej (Francja)[6]
- Croix de Guerre avec palmes et 2 étoiles (1939–1940) (Francja)[6]
- Médaille de la Résistance avec Rosette (Francja)
- Croix des Combattants Volontaires (Francja)
- Medal Zwycięstwa (Medaille Interalliée)

## Upamiętnienie
Z okazji stulecia odzyskania niepodległości Katowicki oddział IPN wydał okolicznościowy kalendarz, w którym na grudniowej karcie widnieje postać Jana Ludygi-Laskowskiego.